# Crisis del Antiguo Régimen
Crisis del Antiguo Régimen es la coyuntura de cambios que surgen en Europa Occidental en el periodo de aproximadamente cien años que va desde la publicación de la Enciclopedia (1751) hasta las 

## Tipificación
Puede considerársela una crisis general y secular, porque, aunque no se la nombre con la tarifa de un siglo (como la crisis del siglo III o del siglo XIV) la generalización de sus consecuencias fue de un evidente impacto en toda la civilización occidental. El hecho de que se identifique con los tres grandes procesos revolucionarios (revolución burguesa, revolución liberal, revolución industrial) añade algo de dificultad para su catalogación como crisis, pues las revoluciones serían un proceso de cambio acelerado, mientras que las crisis citadas anteriormente sufren cambios cuyas consecuencias son solo visibles a largo plazo. Eric Hobsbawm ha llamado al periodo The Age of Revolution. Los contemporáneos vivieron la caída del Antiguo Régimen con total consciencia, y de hecho, le dieron ese nombre.

## Extensión
El término Antiguo Régimen usado de forma restrictiva solo se podría aplicar a Francia y extenderse a los estados-nación en que funcionaron monarquías autoritarias o absolutas durante la Edad Moderna, como España y Portugal (ver Antiguo Régimen). Inglaterra y Holanda eran ya monarquías parlamentarias. El Este europeo está ocupado por imperios de muy distinta caracterización (Austria ,Turquía y la emergente Prusia). Aun así las consecuencias del proceso de Crisis del Antiguo Régimen les afectarán a todos de forma decisiva, al igual que a buena parte del mundo, al menos a otro continente: América, este último con el aspecto diferenciado que le dan los procesos de Independencia (1776 para Estados Unidos, 1808-1824 para la América continental española y portuguesa). Para el caso de la Europa Central y Oriental, los cambios se prolongan en el tiempo hasta la Primera Guerra Mundial (1914-1918)

## Conclusión
La crisis del Antiguo Régimen representa a la vez:
- El episodio final en la transición del feudalismo al capitalismo, con el triunfo de este último como modo de producción.
- El asentamiento de la burguesía como nueva clase dominante.
- El Estado liberal como nuevo sistema político.
- El liberalismo político y económico como nueva ideología dominante.
- La independencia de las colonias Americanas.

También son señalables acontecimientos de más largo recorrido:
- Los cambios demográficos y urbanísticos se aceleran.
- Surge el proletariado industrial como nueva clase opuesta a la burguesía, y comienzan los conflictos sociales que se conocen como movimiento obrero.

Y notablemente, en el mundo de las ideas y creencias:
- La iglesia se separa del Estado y comienza un proceso de descristianización.[1]
- En arte y literatura triunfan sucesivamente el Neoclasicismo, el Romanticismo y el Realismo.
- La ciencia y la técnica entran en contacto entre sí y con la demanda social de la industrialización, con lo que sus posibilidades crecen exponencialmente.

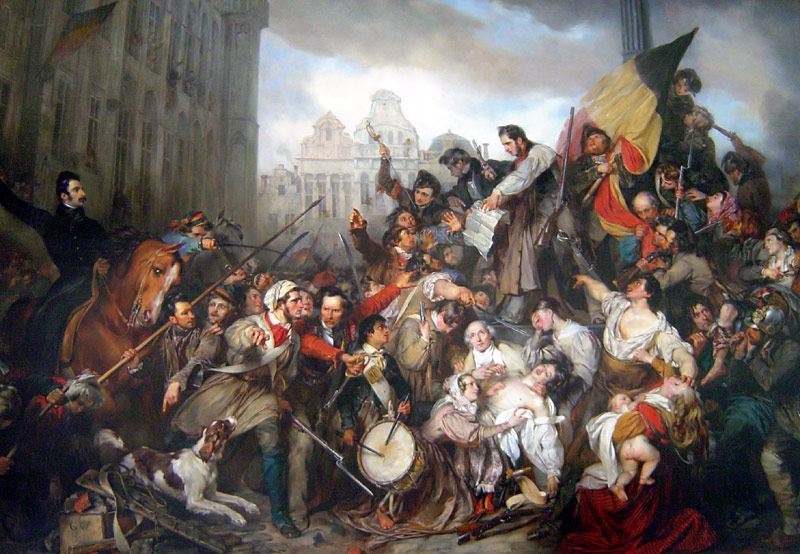
La revolución de 1830 en Bélgica. Wappers, 1834.